# 杨可 (西汉)
楊可（?—?），西漢大臣。
楊可正直明法度。漢武帝下算緡錢令，對商人徵收資產稅，商人多數都隱瞞財產，具報不實。於是再下告緡令，鼓勵旁人揭發。楊可被任為告緡長官，主管全國告緡事，主持告發隱匿緡錢之官吏。他據法令遍告天下，只要是被告者就沒收他全部財產，並以所沒收財產的一半獎給告緡人。舉報隱匿緡錢者，當時商人中等產業以上人家，大都遇告緡破產。因審理匿緡案，將大量民資財充沒入官。西漢政府所得財物以億計。後來楊可在官任上去世。